# 霍姆山 (赖纳赫)
47°16′50″N 8°10′55″E / 47.280433°N 8.181808°E

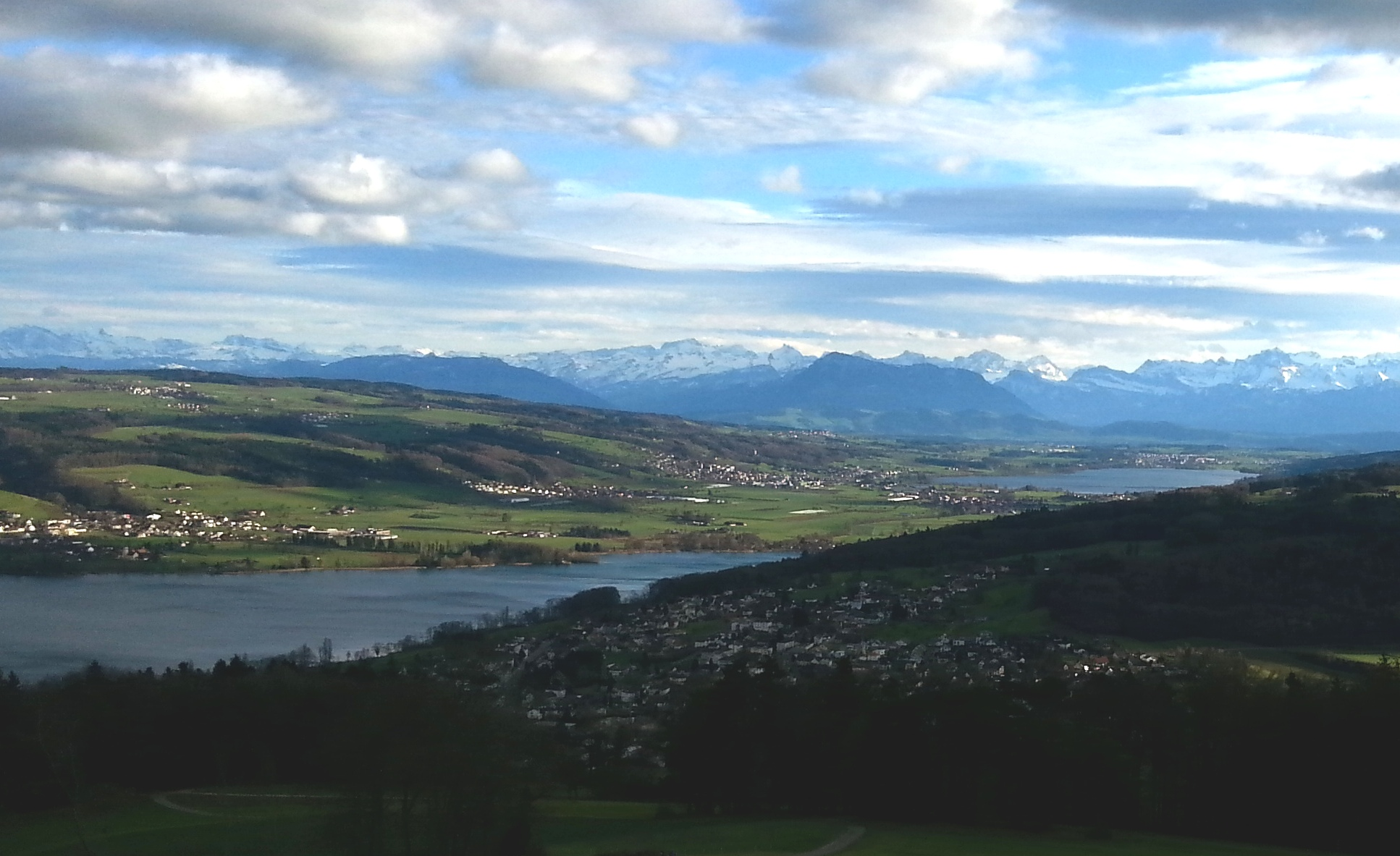

霍姆山（德語：Homberg）是瑞士阿爾高州的山峰，位於該國北部，處於賴納赫以北，俯瞰哈尔维尔湖和巴爾代格湖，海拔高度787米，